# Oh, What a Boob!
Oh, What a Boob! è un cortometraggio muto del 1913 diretto da Dell Henderson.

## Produzione
Il film fu prodotto dalla Biograph Company.

## Distribuzione
Distribuito dalla General Film Company, il film - un cortometraggio di 140 metri - uscì nelle sale cinematografiche USA il 10 febbraio 1913. Nelle proiezioni, veniva programmato con il sistema dello split reel, accorpato in un'unica bobina con un altro cortometraggio prodotto dalla Biograph, la commedia The Press Gang.
La Moving Pictures Sales Agency lo distribuì nel Regno Unito il 13 aprile 1913.
Non si conoscono copie ancora esistenti della pellicola che viene considerata presumibilmente perduta.